# Уил Фридел
Уилям Алън „Уил“ Фридѐл (на английски: William Alan "Will" Friedle) (роден на 11 август 1976 г.) е американски актьор и комедиант. Най-известен е с ролята си на Ерик Матюс в ситкома „Кори в големия свят“. Известен е и с озвучаването на анимационните герои Тери Макгинис/Батман в „Батман от бъдещето“, Рон Стойситук в „Ким Суперплюс“, Бъмбълби в Transformers: Robots in Disguise и Питър Куил/Звездния повелител в анимационния сериал „Пазители на галактиката“.

## Личен живот
В периода 1996 – 1997 г. излиза с актрисата Дженифър Лав Хюит, с която играе във филма „Троянска война“.
През 2016 г. сключва брак със Сюзън Мартенс.